# Canariphantes naili
Canariphantes naili är en spindelart som först beskrevs av Robert Bosmans och Bouragba 1992.  Canariphantes naili ingår i släktet Canariphantes och familjen täckvävarspindlar.
Artens utbredningsområde är Algeriet. Inga underarter finns listade.